# Mörel (Holstein)
Mörel ist eine Gemeinde im Kreis Rendsburg-Eckernförde in Schleswig-Holstein.

## Geografie

### Lage und Gliederung
Das Gemeindegebiet von Mörel liegt am östlichen Rande des Naturraums Heide-Itzehoer Geest (Haupteinheit Nr. 693) zwischen Hohenwestedt und Neumünster im Naturpark Aukrug. In der Gemeinde fließt die Fürbek. Im Norden der Gemeinde liegt mit dem Gehege Westerholz ein Teil des NATURA 2000-Schutzgebietes FFH-Gebiet Wälder der nördlichen Itzehoer Geest.
Die Gemeinde besteht siedlungsgeografisch einzig aus dem Dorf gleichen Namens.

### Nachbargemeinden
Unmittelbar angrenzende Gemeindegebiete von Mörel sind:
| Nindorf              |                                             | Heinkenborstel |
|                      | Kompassrose, die auf Nachbargemeinden zeigt | Gnutz          |
| Rade b. Hohenwestedt | Aukrug                                      |                |

## Geschichte
Mörel wurde 1602 erstmals urkundlich als Mörling erwähnt.
Um die Ortsgründung ranken sich einige Sagen:
Im Moor lag eine Leiche, niemand wollte sie begraben. Endlich ließen sich die Bewohner dieses Dorfes dazu bereit finden. Dafür erhielten sie das Moor und den Namen Mörel zugewiesen.
Bei Mörel gibt es eine Koppel, die heißt Hünjekamp. Die hat einem Riesen gehört, der bei Mörel gelebt hat. Einmal ist ein Bauer aus Mörel mit seinem Fuhrwerk in einen tiefen Graben gefahren und hat sich festgefahren. Acht Pferde haben den Wagen nicht wieder herausbekommen. Da ist der Riese zum Bauern gekommen und hat ihn gefragt: "Was gibst Du mir, wenn ich dir den Wagen wieder raushole?" Der Bauer sagt, dass er ihm ein Stück Land geben will. Da stellt der Riese sich unter den Wagen und hebt ihn wieder raus. Da muss der Bauer dem Riesen ein Stück Land geben und das heißt heute noch der Hünjekamp.
Der Riese ist auch zu den Bauern zum Dreschen gekommen. Dann haben sie die Bretter vom Boden wegnehmen müssen, sonst hätte der Riese nicht auf der Diele stehen können. Die Bauern wollten den Riesen aber gerne loswerden, denn er hat ihnen immer soviel aufgeladen. Einmal haben sie ihn im Wald gefunden, da lag er und schlief zu Mittag. Da sind sie über ihn hergefallen, schlugen ihn tot und begruben ihn dort im Wald. Sie hatten aber Angst, er könnte wieder der Erde entsteigen. Darum haben sie drei große Steine geholt, ihm den einen auf den Kopf, den anderen auf den Bauch und den dritten auf die Füße gelegt. Die Steine haben da noch lange in einer Linie im „Breedenhop“ gelegen und die Leute nannten sie die Riesenbetten.

## Politik

### Gemeindevertretung
Bei der Kommunalwahl am 14. Mai 2023 wurden insgesamt neun Sitze vergeben. Diese fielen erneut alle an die Kommunale Wählergemeinschaft Mörel. Die Wahlbeteiligung betrug 59,5 %.

## Wirtschaft und Verkehr

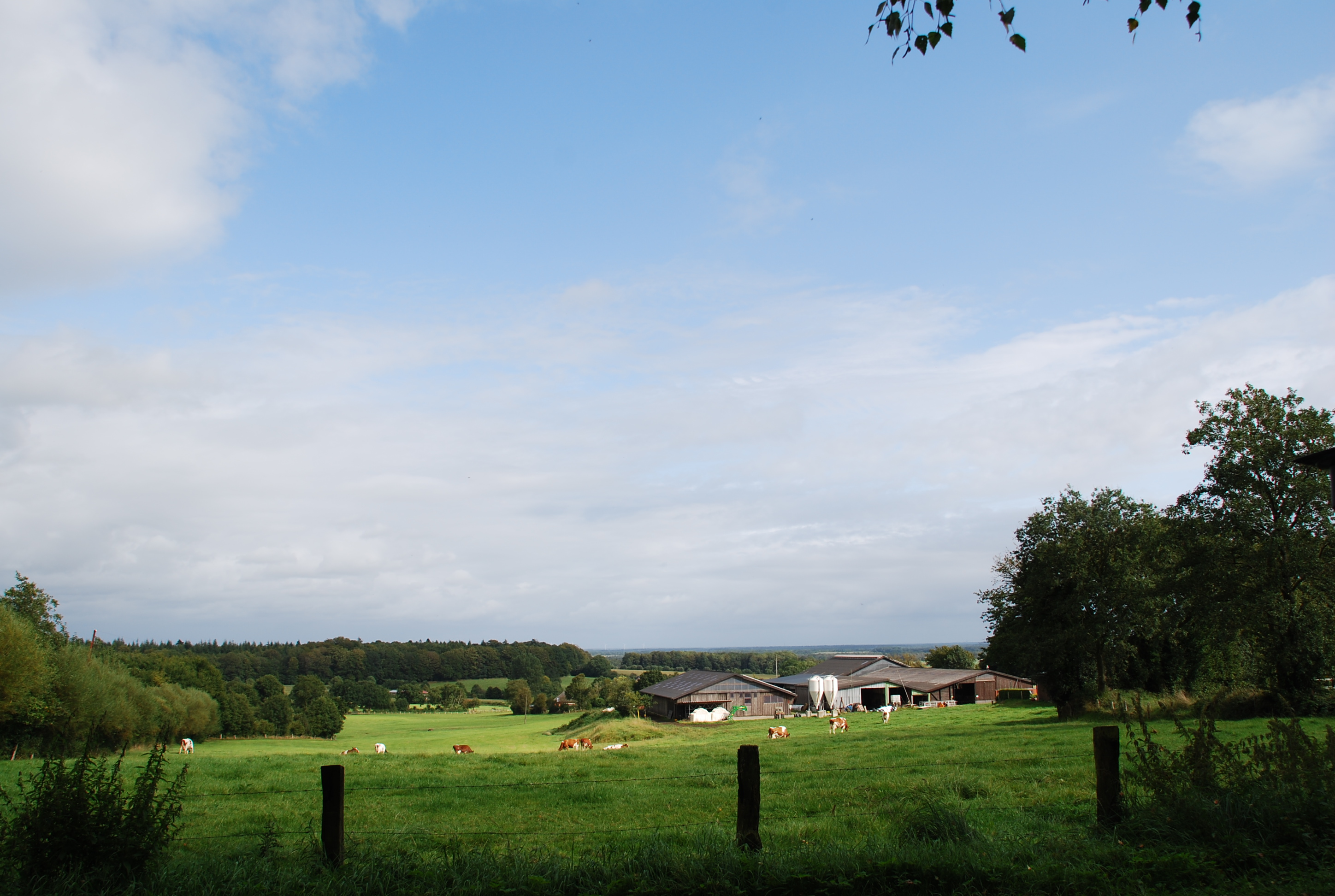
Wiesenlandschaft in Mörel

Die Wirtschaftsstruktur in der Gemeinde ist überwiegend von der Urproduktion der Landwirtschaft dominiert. Die Zahl der Vollerwerbsbetriebe hat zuletzt stark abgenommen. Der Ort ist somit auch eine Pendlergemeinde.
Südwestlich von Mörel kreuzen sich die Bundesstraße 77 von Rendsburg nach Itzehoe und die Bundesstraße 430 von Neumünster in Richtung Schenefeld.